# کلودت کولبرت

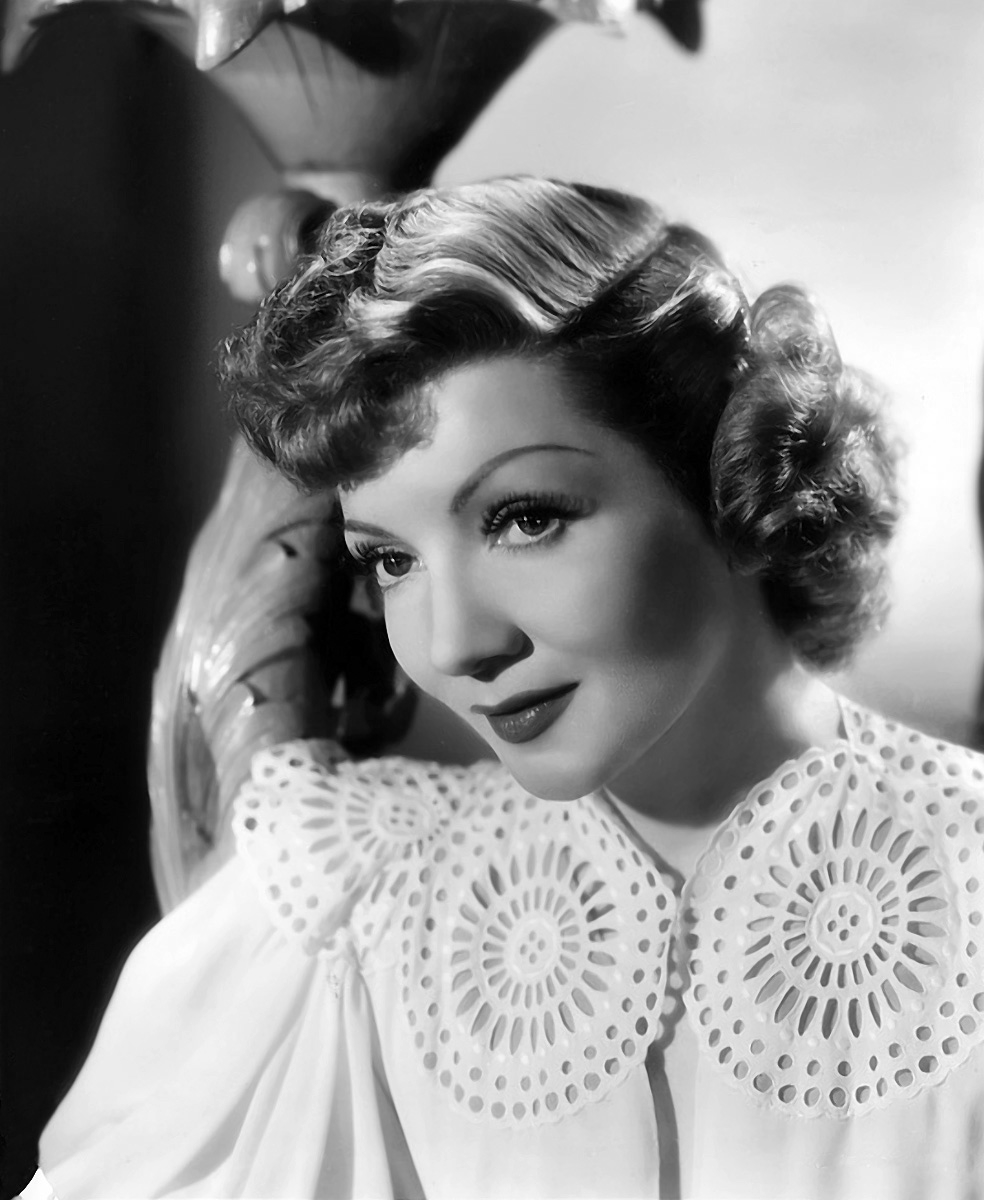

کلودت کولبرت (به فرانسوی: Claudette Colbert) (زادهٔ ۱۳ س‍پتامبر ۱۹۰۳ – درگذشتهٔ ۳۰ ژوئیهٔ ۱۹۹۶) اولین بازیگر زن فرانسوی‌تبار است که جایزه اسکار دریافت کرد. او کار هنری‌اش را در آمریکا آغاز کرد و ملیت آمریکایی هم داشت.

## زندگی
کلودت سه ساله بود که پدرش که مغازه شیرینی‌فروشی داشت تصمیم گرفت با خانواده‌اش به نیویورک مهاجرت کند.
وی می‌خواست طراح و دوزنده لباس شود و در رشته هنرهای دراماتیک در کالج ثبت نام کرد. کار در یک مغازه مد لباس در برادوی کار او را به سینما کشاند و با استودیو پارامونت قرارداد امضا کرد و اولین فیلمش را با فرانک کاپرا به نام برای عشق مایک (۱۹۲۷) تجربه کرد که یک شکست تجاری برای فیلم و شکست فردی برای او بود اما دومین فیلمش با سیسیل ب دومیل در فیلم نشان صلیب (۱۹۳۲) برایش موفقیت و شهرت آورد و از این پس برای تهیه کنندگان فیلم نام او تضمین‌کننده فروش فیلم‌هایشان بود. سالهای ۳۶–۱۹۳۵ سالهای اوج محبوبیت اوست. او در بین ده هنرپیشه محبوب سال قرارگرفت و از رقیب خود کارول لمبارد پیشی گرفت
در سال ۱۹۳۴ جایزهٔ اسکار بهترین هنرپیشهٔ زن را برای فیلم در یک شب اتفاق افتاد فرانک کاپرا دریافت کرد؛ و از آن پس در حدود ۸۰ فیلم با همکاری مشهورترین کارگردانان زمان خودش را در کارنامه هنری اش ثبت کرد.
در سال ۱۹۹۲ اعلام بازنشستگی کرد و در سال ۱۹۹۶ از دنیا رفت.

## جایزه‌ها
- اسکار
- ۱۹۳۴ بهترین هنرپیشه زن نقش اول فیلم در یک شب اتفاق افتاد (It Happened One Night 1934)
- ۱۹۳۶ نامزد بهترین هنرپیشهٔ زن نقش اول فیلم دنیای خصوصی
- ۱۹۴۵ نامزد بهترین هنرپیشهٔ زن نقش اول فیلم از وقتی تو رفتی
- سایر جوایز
- ۱۹۸۷ جایزه امی برای بهترین هنرپیشه نقش دوم زن برای سریال تلویزیونی دو خانم گرین ویل
- ۱۹۸۸ جایزهٔ گلدن گلوب برای بهترین هنرپیشه نقش دوم زن برای سریال تلویزیونی دو خانم گرین ویل[۳]
- ۱۹۸۹ جایزهٔ مرکز هنرهای نمایشی جان اف کندی برای مجموعه فعالیت‌های هنری اش[۴]
- ۱۹۹۰ جایزه جشنواره فیلم سن سباستین برای مجموعه فعالیت‌های هنری اش[۵]

## بخشی از فیلم‌شناسی
- آبگیر بزرگ (۱۹۳۰)
- قتل شبه عمد (۱۹۳۰)
- آقای پارکس مرموز (۱۹۳۰)
- لبخند ستوان (۱۹۳۱)
- مرا ستاره کن (۱۹۳۲)
- در یک شب اتفاق افتاد (۱۹۳۴)
- کلئوپاترا (۱۹۳۴)
- تقلید زندگی (۱۹۳۴)
- جهان‌های خصوصی (۱۹۳۵)
- نیمه‌شب (۱۹۳۹)
- طبل‌ها با چرخش پا (۱۹۳۹)
- چکاوک (۱۹۴۱)
- داستان پام بیچ (۱۹۴۲)
- از وقتی تو رفتی (۱۹۴۴)
- همسر (۱۹۴۵)
- فردا همیشگی است (۱۹۴۶)
- بیا قانونی‌اش کنیم (۱۹۵۱)
- سوءظن (۱۹۵۸)

## سال های پایانی و مرگ
کولبرت وقت خود را بین آپارتمانش در منهتن و خانه تعطیلاتش در اسپیتس‌تاون ، باربادوس تقسیم کرد .  دومی، که از یک نجیب زاده بریتانیایی و با نام مستعار بلریو خریداری شد، تنها خانه مزرعه ای جزیره در مقابل ساحل بود.  آدرس دائمی او منهتن باقی ماند.
هنگامی که مادرش جین در سال 1970 درگذشت،  و برادرش چارلز در سال 1971، تنها بازمانده بستگان کولبر، دختر برادرش، کوکو لوئیس بود. 
کولبر در سه سال آخر عمرش دچار یک سری سکته های کوچک شد. او در سال 1996 در باربادوس درگذشت،  ، جایی که او یک خانه دار و دو آشپز را استخدام کرده بود. او 92 ساله بود. جسد او برای مراسم سوزاندن و تشییع جنازه به شهر نیویورک منتقل شد. 